# Epitaffio di Altamura
L'Epitaffio di Altamura è un monumento commemorativo della città di Altamura. Secondo lo storico Ottavio Serena, esso sarebbe stato eretto subito dopo la visita ad Altamura, il giorno 8 aprile 1807, di Giuseppe Bonaparte (fratello maggiore di Napoleone Bonaparte), che era da poco divenuto re di Napoli (1806-1808). Secondo ricostruzioni più recenti, l'epitaffio sarebbe invece stato costruito in occasione della visita dei reali Ferdinando IV e Maria Carolina d'Austria nella città di Altamura nell'anno 1797. L'epitaffio commemorativo è situato nell'omonimo "largo Epitaffio", ed è tradizionalmente chiamato epitaffio, sebbene non sia un'iscrizione funebre, bensì un monumento commemorativo.

## La ricostruzione di Serena
Secondo quanto tradizionalmente riportato da Ottavio Serena, Giuseppe Bonaparte proveniva da Taranto e stava seguendo il suo tragitto di ritorno a Napoli, donde era partito il 21 marzo dello stesso anno. Il Municipio e la cittadinanza di Altamura andarono incontro e accolsero festosamente Giuseppe Bonaparte, il quale si fermò a salutare i rappresentanti della città nel largo che da allora si sarebbe chiamato "largo Epitaffio". Giuseppe Bonaparte in quell'occasione fece molte promesse, alloggiò ad Altamura in casa del conte Viti e in seguito ripartì. Il 9 aprile era a Venosa e il 12 aprile era già tornato a Napoli.

### La lettera a Napoleone
Giuseppe Bonaparte, nello stesso giorno della visita ad Altamura, scrisse una lettera a suo fratello Napoleone Bonaparte:
Sire, je suis en route pur retourner à Naples. J'ai lieu d'être content de mon voyage, et je m'aperçois tous le jours davantage qu'il faut tout voir par soi-même.
Tous les pas que je fais dans la carrière me rapprochent tous les jours davantage de la manière de sentir et de voir de Votre Majestè. J'aime à le redire, et je sens que le prince seul a un intérêt unique et homogène avec celui de ses peuples.
Giuseppe a Napoleone, Altamura, 8 aprile 1807
Sire, sono sulla via del ritorno verso Napoli. Ho buoni motivi per essere contento del (mio) viaggio, e mi rendo conto ogni giorno di più che tutto questo andrebbe visto coi propri occhi.
Ogni passo della mia carriera mi porta più vicino al modo di sentire e vedere di Vostra Maestà. Mi piace ripeterlo, e sento che solo il principe ha un interesse unico e omogeneo con quello dei suoi popoli.»
(Lettera di Giuseppe Bonaparte al fratello Napoleone Bonaparte in data 8 aprile 1807, A. Du Casse)

## La ricostruzione di Marvulli
Secondo studi più recenti dello studioso locale Michele Marvulli (1996), l'epitaffio in questione risalirebbe all'anno 1797, allorché i reali Ferdinando IV e Maria Carolina d'Austria visitarono la città di Altamura, come testimoniato da varie fonti. A supporto di ciò, la cronaca di Vitangelo Bisceglia (sconosciuta a Ottavio Serena) riporta come nel 1799 fu distrutta, in contrada San Martino (il toponimo dell'area dell'epitaffio), l'"arma reale" posta due anni prima in occasione della visita dei reali:
(Marvulli, pp. 199-200)
Come ulteriore conferma di questa ricostruzione, nella cronaca di Michele Rotunno (relativa ai fatti del 1799 ad Altamura), viene citato l'epitaffio per indicare la direzione verso la quale erano diretti i fuggiaschi nell'anno 1799.

## Caratteristiche
Il monumento inizialmente conteneva un'iscrizione, l'aquila imperiale e lo stemma reale. Secondo quanto ricostruito da Ottavio Serena, l'iscrizione sarebbe stata cancellata e gli stemmi sarebbero stati resi irriconoscibili in seguito al ritorno sul trono di Ferdinando I di Borbone, nel 1815. L'iscrizione non è più leggibile e gli stemmi sono in parte irriconoscibili.

## Galleria d'immagini

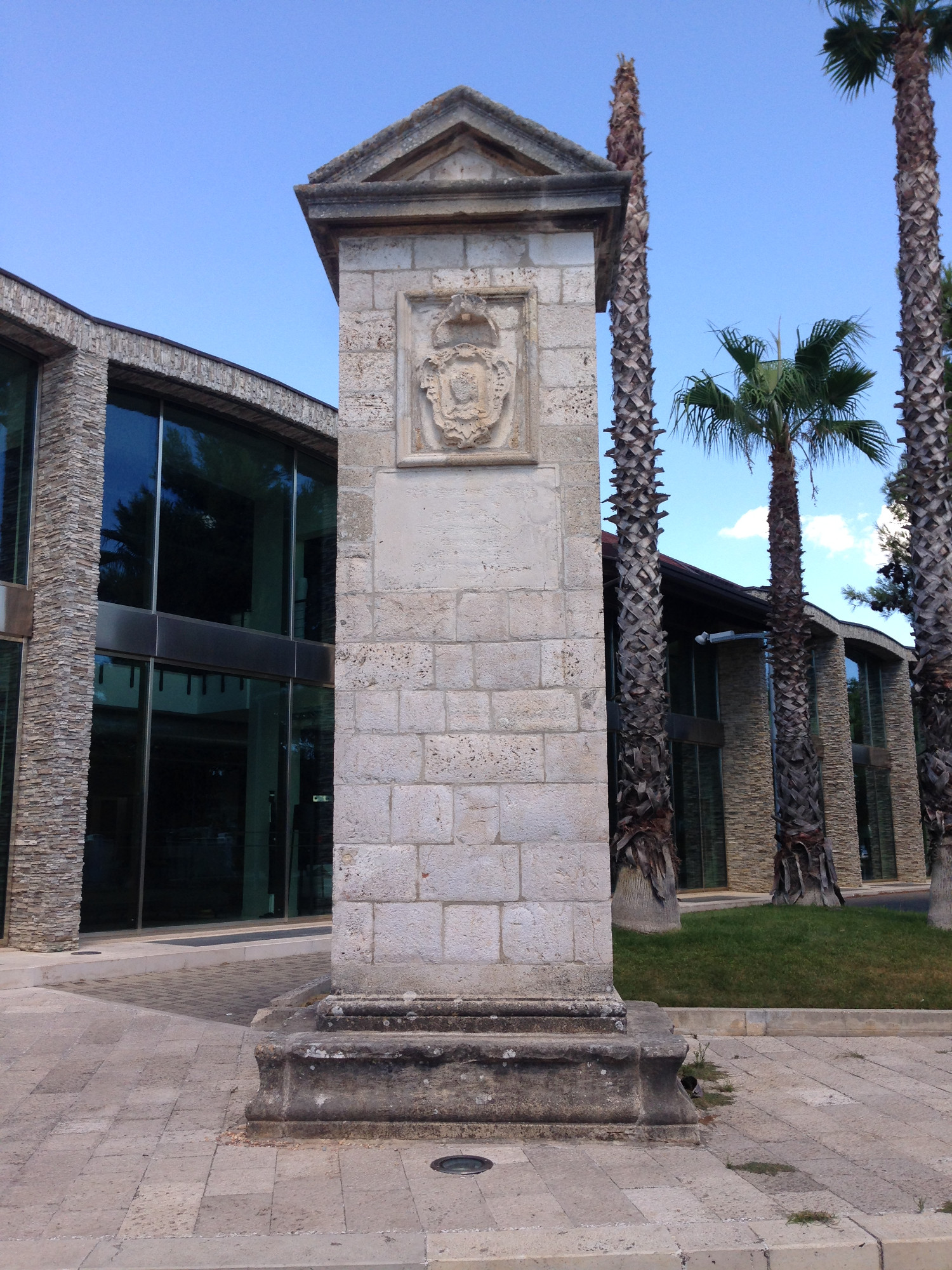
Epitaffio di Altamura - parte anteriore
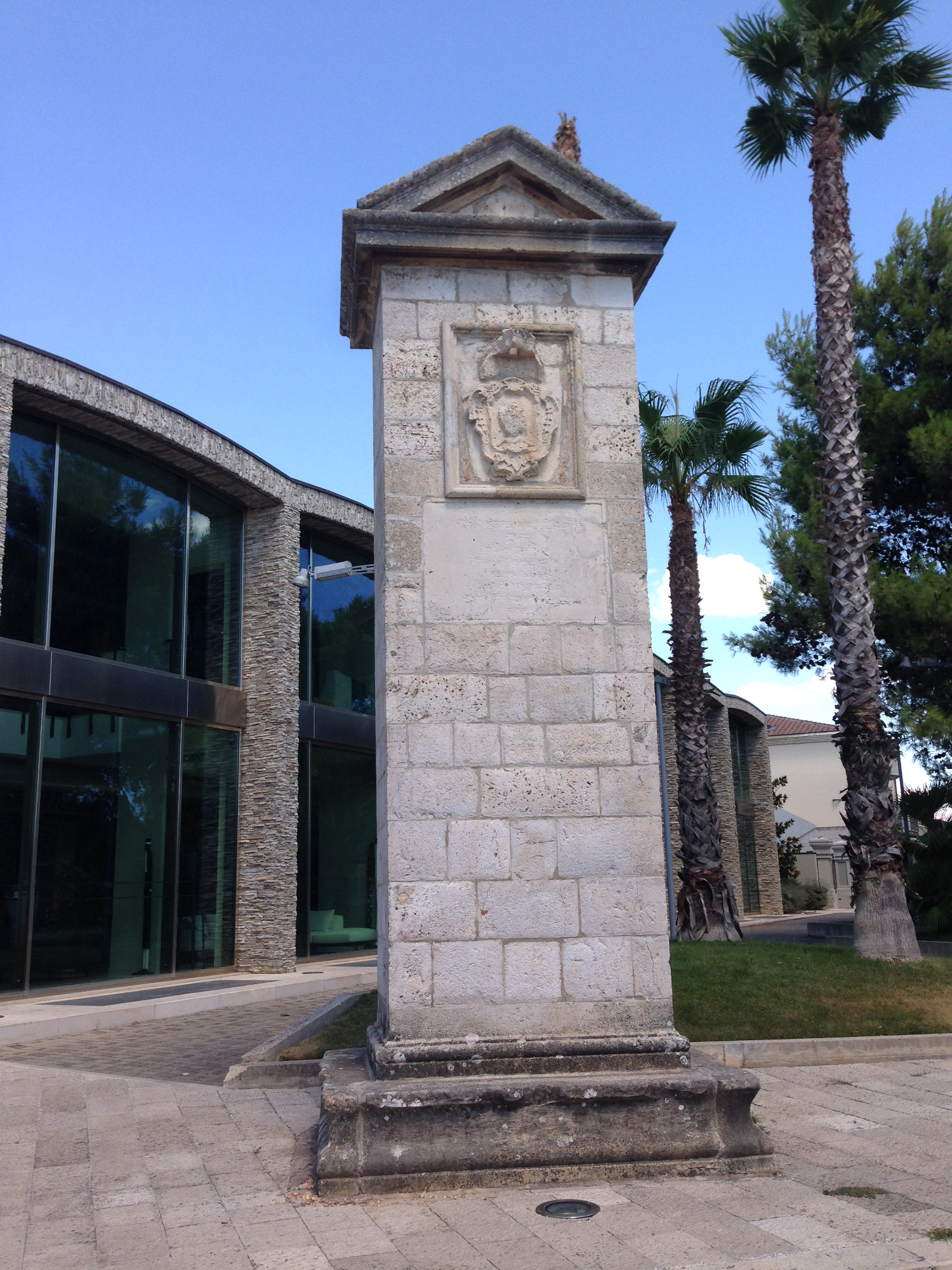
Epitaffio di Altamura - vista da sinistra
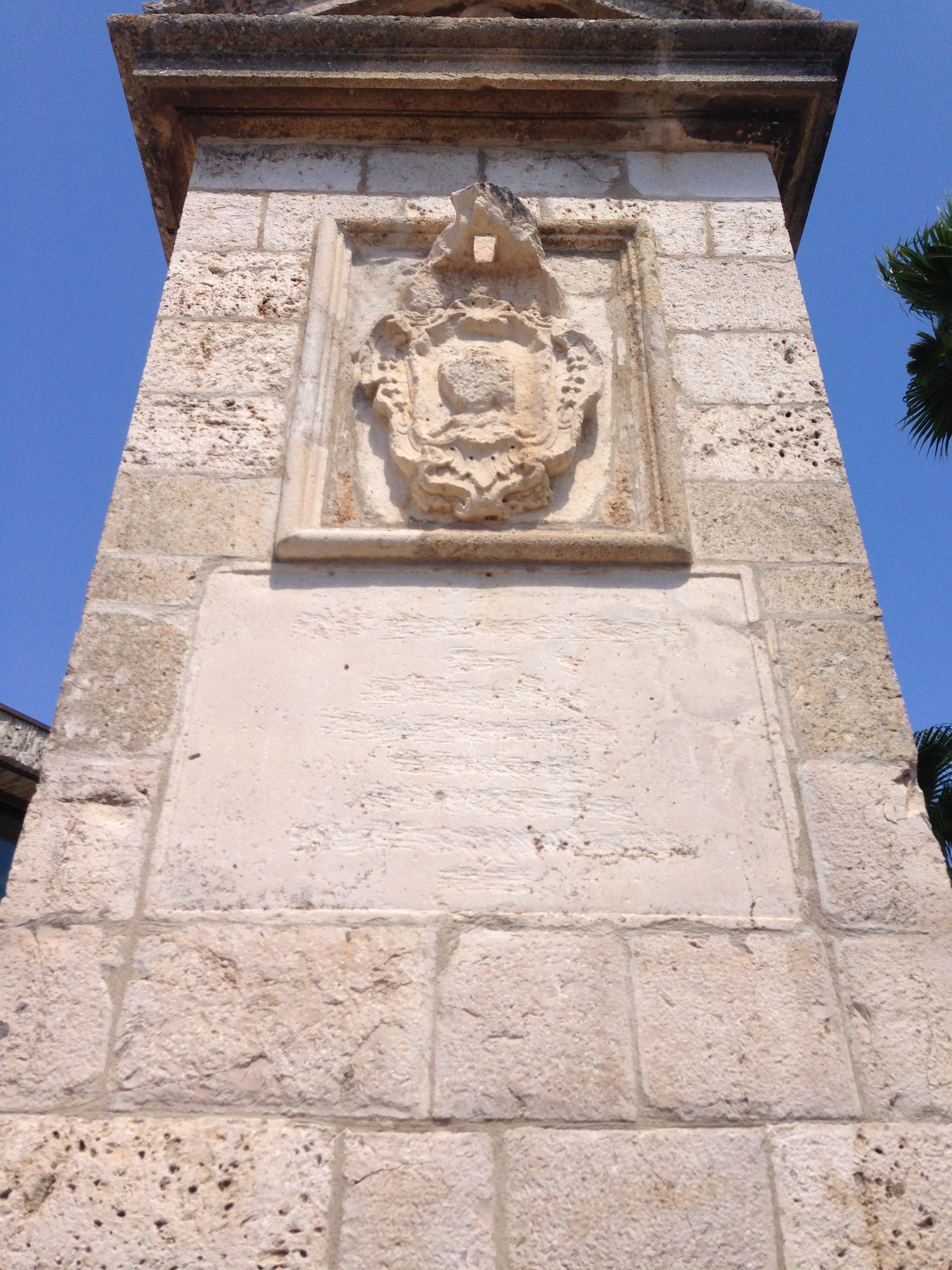
Epitaffio di Altamura - stemma, aquila imperiale e iscrizione cancellata
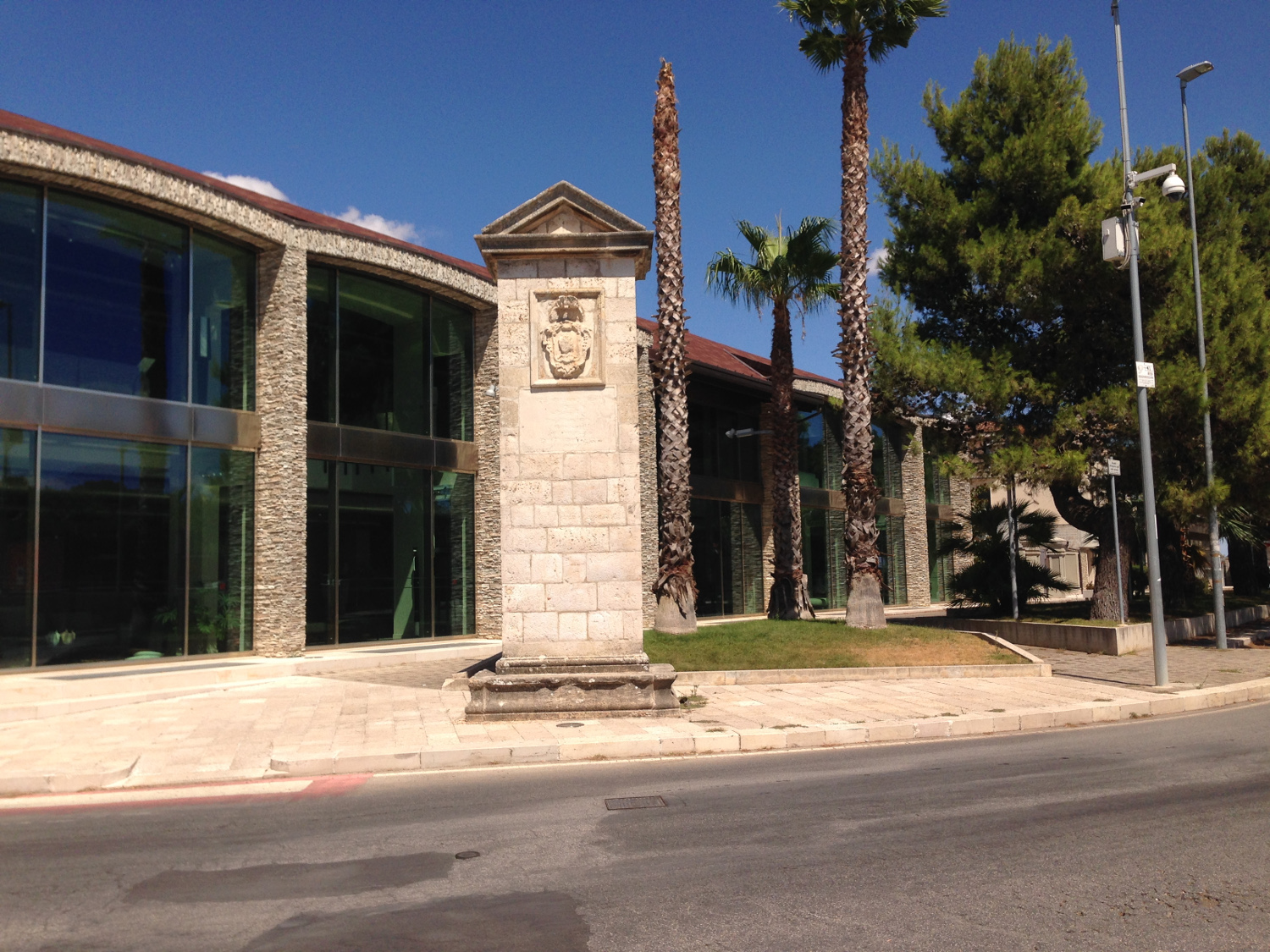
Epitaffio di Altamura - vista da lontano
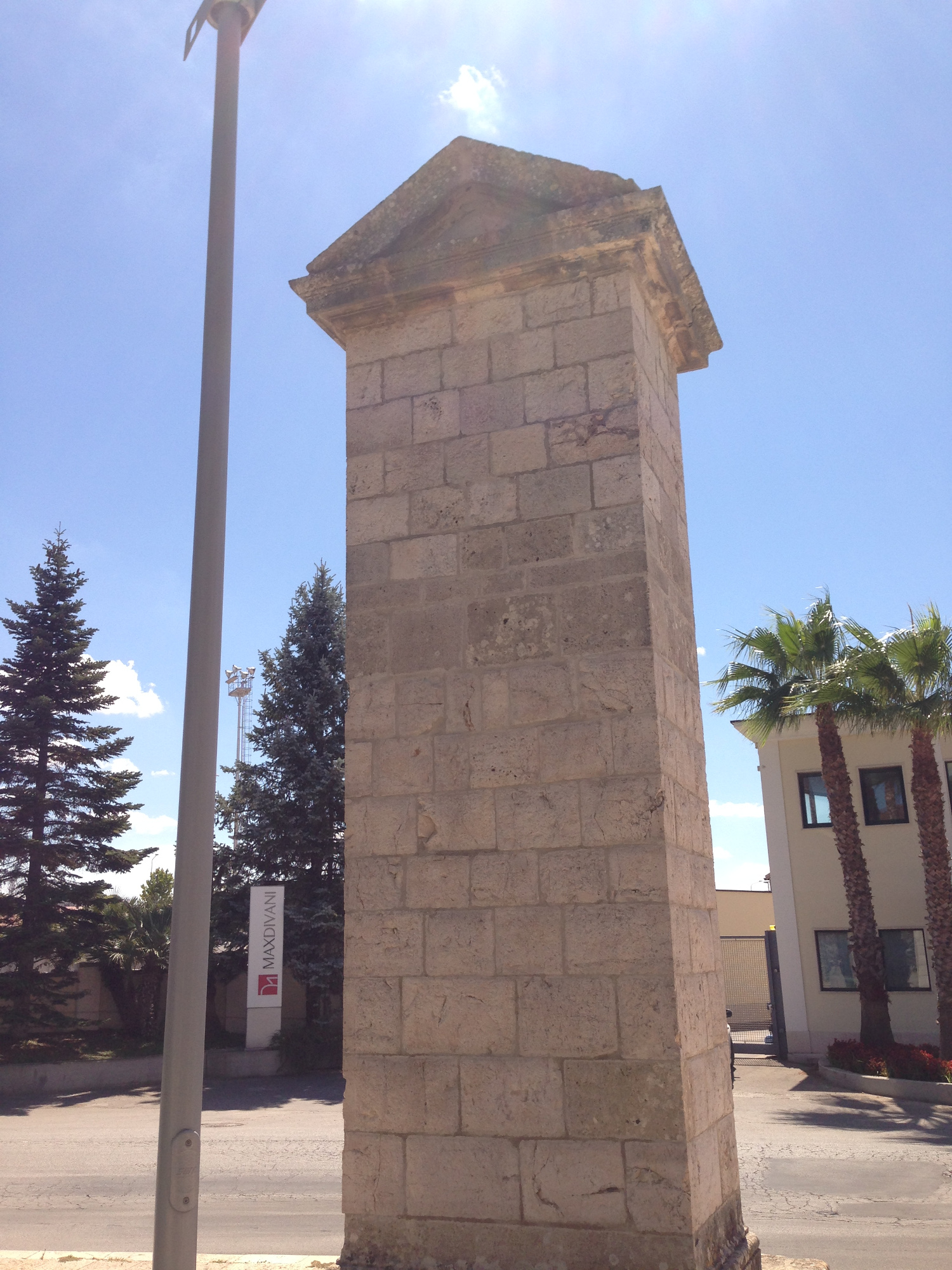
Epitaffio di Altamura - parte posteriore